# میوه‌خورک سینه‌نارنجی
میوه‌خورک سینه‌نارنجی (نام علمی: Pipreola jucunda) نام یک گونه از سرده میوه‌خورک است.